# Бентон (округ, Міннесота)
Шаблон:StateAbbr_ 45°42′ пн. ш. 94°00′ зх. д. / 45.7° пн. ш. 94° зх. д.
Округ Бентон (англ. Benton County) — округ (графство) у штаті Міннесота, США. Ідентифікатор округу 27009.

## Історія
Округ утворений 1849 року.

## Демографія
За даними перепису
2000 року
загальне населення округу становило 34226 осіб, зокрема міського населення було 20271, а сільського — 13955.
Серед мешканців округу чоловіків було 17077, а жінок — 17149. В окрузі було 13065 домогосподарств, 8518 родин, які мешкали в 13460 будинках.
Середній розмір родини становив 3,14.
Віковий розподіл населення поданий у таблиці:
| Стать    | До 15 років | 15-21 | 22-29 | 30-39 | 40-49 | 50-65 | 65-85 | Понад 85 |
| -------- | ----------- | ----- | ----- | ----- | ----- | ----- | ----- | -------- |
| Чоловіки | 3934        | 1979  | 2313  | 2750  | 2507  | 2101  | 1290  | 203      |
| Жінки    | 3663        | 1989  | 2264  | 2595  | 2339  | 2027  | 1771  | 501      |

## Суміжні округи
- Моррісон — північ
- Мілль-Лак — схід
- Шерберн — південь
- Стернс — захід

## Виноски
1. ↑  US Decennial Census. US Census Bureau. Архів оригіналу за 26 квітня 2015. Процитовано 5 жовтня 2014.
2. ↑  Historical Census Browser. University of Virginia Library. Архів оригіналу за 11 серпня 2012. Процитовано 5 жовтня 2014.
3. ↑  Population of Counties by Decennial Census: 1900 to 1990. US Census Bureau. Архів оригіналу за 4 серпня 2014. Процитовано 5 жовтня 2014.
4. ↑  Census 2000 PHC-T-4. Ranking Tables for Counties: 1990 and 2000 (PDF). US Census Bureau. Архів оригіналу (PDF) за 18 грудня 2014. Процитовано 5 жовтня 2014.
5. ↑  State & County QuickFacts. Бюро перепису населення США. Архів оригіналу за 7 липня 2011. Процитовано 31 серпня 2013.(англ.) Наведено за англійською вікіпедією.
6. ↑  American FactFinder. Бюро перепису населення США. Архів оригіналу за 26 лютого 2012. Процитовано 31 січня 2008. [Архівовано 2008-05-21 у Wayback Machine.]

| США | Це незавершена стаття з географії США. Ви можете допомогти проєкту, виправивши або дописавши її. |